# Павленко Фелікс Омелянович
Фелікс Омелянович Павленко (нар. 10 листопада 1940, місто Запоріжжя Запорізької області) — український діяч, генеральний директор науково-виробничого об'єднання «Олександрійський електромеханічний завод» Кіровоградської області, 1-й заступник міністра економіки України. Народний депутат України 1-го скликання.

## Біографія
Народився у родині службовців.
У 1958—1959 роках — електрослюсар Запорізького трансформаторного заводу.
У 1959—1962 роках — служба в Радянській армії.
Член КПРС з 1962 по 1991 рік.
З 1962 року працював на інженерних посадах у місті Заппоріжжі.
Закінчив Київський політехнічний інститут, інженер-електромеханік.
У 1974—1977 роках — спеціаліст з шеф-монтажу та наладки на будівництві алюмінієвого заводу в Арабській Республіці Єгипет.
У 1977—1984 роках — інженер-конструктор, начальник виробничого відділу, заступник генерального директора, секретар парткому Запорізького виробничого об'єднання «Перетворювач».
У 1984—1987 роках — директор заводу «Електроконденсатор» міста Біла Церква Київської області.
У 1987—1989 роках — директор Олександрійського електромеханічного заводу Кіровоградської області. З 1989 року — генеральний директор науково-виробничого об'єднання «Олександрійський електромеханічний завод» Кіровоградської області.
18.03.1990 року обраний народним депутатом України, 2-й тур 66,76 % голосів,7 претендентів. Член Комісії ВР України з питань планування, бюджету, фінансів і цін.
До жовтня 1995 року — 1-й заступник міністра економіки України.
Державний службовець 1-го рангу (.04.1994).